# روث ماتیلدا اندرسون
روث ماتیلدا اندرسون (انگلیسی: Ruth Matilda Anderson; ۸ سپتامبر ۱۸۹۳ – ۲۰ مهٔ ۱۹۸۳) یک عکاس و نویسنده آمریکایی بود که به خاطر عکس‌های قوم‌نگاری و مطالعات زندگی عمدتاً روستایی در اسپانیا در اوایل قرن بیستم شهرت داشت.
او در طول سفرهای طولانی خود به مناطقی از اسپانیا از دهه ۱۹۲۰ تا اواخر دهه ۱۹۴۰، به سفارش انجمن اسپانیایی آمریکا (HSA)، هزاران عکس و یادداشت‌های همراه در مورد زندگی و مردم اسپانیایی گرفت و تنظیم کرد. این منجر به انتصاب او به عنوان مسئول عکاسی در انجمن اسپانیایی آمریکا در سال ۱۹۲۲ شد. از سال ۱۹۵۴ تا زمان بازنشستگی، او به کار خود به عنوان مسئول لباس در انجمن اسپانیایی آمریکا ادامه داد و کتاب‌هایی در مورد لباس‌های تاریخی و عامیانه اسپانیایی نوشت.

## زندگی‌نامه
اندرسون در ۸ سپتامبر ۱۸۹۳ در شهرستان فلپس، نبراسکا، آمریکا به دنیا  آمد. او یکی از سه دختر آلفرد تئودور اندرسون نروژی الاصل و همسرش آلما ماتیلدا اندرسون، خواهرزاده ویکستروم بود. او کار خود را در عکاسی زیر نظر پدرش آغاز کرد و یک استودیو را در کرنی، نبراسکا، متخصص در عکاسی منظره و پرتره  به همراه همسرش اداره می‌کرد. او عضو انجمن ملی عکاسی ایالات متحده بود. اندرسون در ساخت مبلمان مهارت داشت و تجهیزات عکاسی خود را ساخت. پس از یک سال تحصیل در هنرهای زیبا در دانشگاه نبراسکا در لینکلن، اندرسون به کالج معلمان ایالتی نبراسکا در کرنی رفت و در سال ۱۹۱۵ با مدرکی برای تدریس ریاضیات و تاریخ فارغ‌ التحصیل شد. او که علاقه‌ای به تدریس نداشت، تحصیلات قبلی خود را هنرهای زیبا در دانشگاه نبراسکا از سر گرفت و در سال ۱۹۱۹ فارغ‌ التحصیل شد.
پس از نقل مکان به شهر نیویورک، در مدرسه عکاسی کلارنس اچ وایت ثبت نام کرد، اولین موسسه آمریکایی که عکاسی را به عنوان یک هنر با تمرکز خلاقانه بر تصاویر مستند آموزش می‌داد. مدرسه عکاسی وایت از جنبش هنری فوتو-سسشن که توسط آلفرد استیگلیتز معرفی شد الهام گرفته و تاسیس شد. اندرسون که در چنین روش‌های آوانگاردی آموزش دیده بود، یاد گرفت که چگونه تصاویری مطابق با استانداردهای مدرسه ایجاد کند، نحوه استفاده از دوربین‌های پیچیده، جلوه‌های ویژه با تکنیک‌های تاریکخانه را آموخت و چشم‌انداز داستان‌های بصری مؤثر را توسعه داد.

## متصدی عکس
در سال ۱۹۲۱، اندرسون که به عنوان طراح داخلی در شهر نیویورک کار می‌کرد و به توصیه خود کلارنس وایت، توسط انجمن اسپانیایی آمریکا (HSA) استخدام شد. او تحت نظارت بنیانگذار و مدیر انجمن، آرچر میلتون هانتینگتون، مهارت‌های خود را به عنوان یک عکاس و محقق بهبود بخشید و در سال ۱۹۲۲ به عنوان مسئول گروه عکاسی موزه و کتابخانه انجمن منصوب شد. این گروه عکاسی شامل زنان جوان بیست و چند ساله‌ای بودند که بدون آموزش خاصی استخدام شده بودند: مشابه الیزابت دو گو تراپیه، بئاتریس گیلمن پروسکه، آلیس ویلسون فروتینگهام، فلورانس لوئیس می، و النور شرمن. فونت، اندرسون که از طریق فعالیت‌های مادام العمر خود برای HSA، تخصص قابل توجهی در تاریخ هنر و تمدن اسپانیا به دست آوردند.